# Рейтерн, Михаил Христофорович
Граф (с 20 января 1890) Михаи́л Христофо́рович Ре́йтерн (нем. Michael Graf von Reutern; 12 [24] сентября 1820, Поречье, Смоленская губерния — 11 [23] августа 1890, Царское Село) — государственный деятель Российской империи, министр финансов (1862—1878), председатель Комитета министров (1881—1886). Статс-секретарь Его Императорского Величества (26.09.1858). Действительный тайный советник (01.01.1870).

## Происхождение. Образование и начало карьеры
Родился 12 (24) сентября 1820 года в Поречье Смоленской губернии в лютеранской семье. Старший сын офицера-кавалериста генерал-лейтенанта Христофора Романовича Рейтерна (1782–1833) и жены его Екатерины Ивановны, урождённой Гельфрейх (1789–1869).
Образование получил в Царскосельском лицее, который окончил в 1839 году. Начал службу 20 января 1840 года в Министерстве финансов, продолжал её в Министерстве юстиции, а в 1854 году перешёл в Морское министерство, где примкнул к кружку лиц, группировавшемуся вокруг великого князя Константина Николаевича и работал над устройством эмеритальной кассы морского ведомства.
В 1858 году Рейтерн был пожалован в статс-секретари и назначен управляющим делами комитета железных дорог; в 1860 году занял должность заведующего делами финансового комитета и вошёл в состав редакционных комиссий по освобождению крестьян.

## Министр финансов
23 января (4 февраля)  1862 года ему вверено было управление Министерством финансов. Положение русских финансов было в это время весьма неблагоприятное. Каждый год заключался дефицитом; долги, как процентные, так и беспроцентные, постоянно возрастали, покрывая недостаток средств на текущие расходы. Увеличение расходов предвиделось и в будущем; поставленные на очередь реформы требовали денег. Как писал в своих «Воспоминаниях» К. А. Скальковский

…отставка его была решена ещё в 1866 г., но выбранный ему заместителем и назначенный в ожидании товарищем министра Грейг дебютировал так неудачно в его отсутствие на докладах, что государь передумал и Рейтерн просидел ещё 12 лет.
— Воспоминания молодости (По морю житейскому) : 1843—1869 / К. Скальковский. — СПб.: тип. А. С. Суворина, 1906. — С. 167.
Упорядочения расходов Рейтерн достиг внесением в управление финансами тех же начал гласности, законности, возможно большего контроля административных действий, которые вообще проводились эпохой реформ. В первый же год своего управления он приступил к обнародованию государственных росписей, которые до тех пор считались чуть ли не государственной тайной. В том же году выработаны были новые правила о составлении, утверждении и исполнении финансовых смет министерств; одновременно было введено так называемое единство кассы. С большой энергией Рейтерн стремился к сокращению сверхштатных ассигнований, понизившихся при нём с 35 до 15 и даже до 9 миллионов рублей.
С 1872 года он стал сводить росписи с небольшими излишками доходов над расходами, почти не прибегая к пособию государственного кредита для бюджетных целей. Если государственный долг при Рейтерне возрос более, нежели при ком-либо из его предшественников, причем правительство впервые обратилось к заключению внутренних займов, то это обусловливалось преимущественно движением выкупной операции и ростом производительных затрат.

### Промышленная политика
Лучшее средство к увеличению государственных доходов Рейтерн видел в развитии производительных сил страны. Главнейших препятствий к этому было два: громадные расстояния и отсутствие частного кредита.

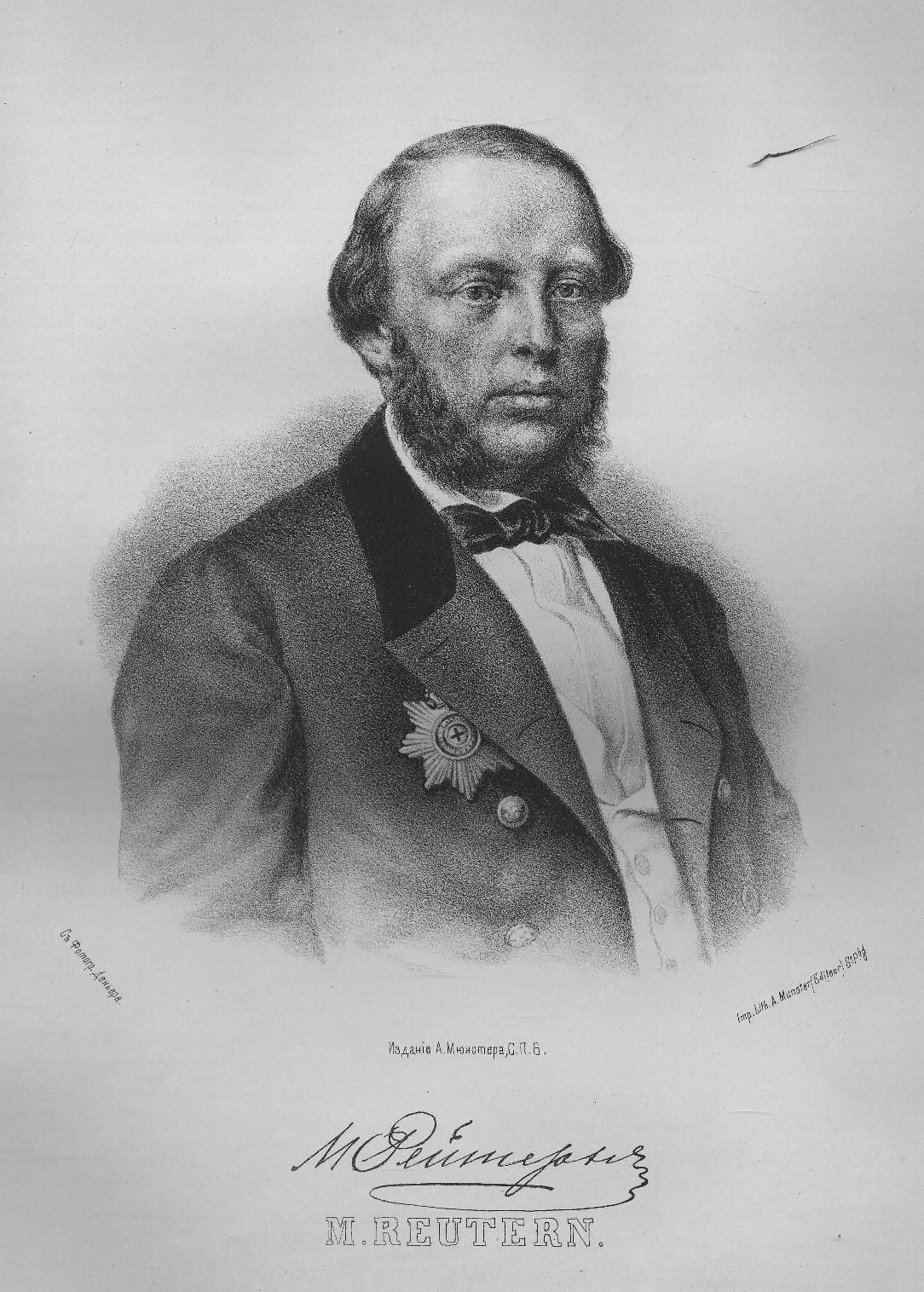
М. Х. Рейтерн, 1865

При Рейтерне была сооружена железнодорожная сеть протяжённостью более 20 000 километров, давшая большой толчок хлебному отпуску и расширившая сбыт мануфактурных изделий. Р. не был сторонником казённого хозяйства; он противился сооружению новых дорог средствами казны, а казённые дороги, уже построенные, стали при нём переходить в частные руки (дороги Одесская, Киево-Брестская, Московско-Курская). Постройке железных дорог за счет казны препятствовало в то время положение государственного кредита: в 1860-х годах 5%-ные наши займы опускались до 60, 6%-ные — до 80 за 100; даже выигрышный заем 1864 года не весь был покрыт при подписке, так что часть его должен был принять государственный банк.
С другой стороны, и частным компаниям долго не удавалось реализовать капиталы помещением акций. При таком положении дел Рейтерн в 1865 году решился принять проект П. Г. фон-Дервиза и А. И. Колемина, предложивших строить дороги на гарантированные правительством облигации, выпущенные ранее акции и помещенные преимущественно в Германии. Беспрерывные выпуски облигаций представляли, однако, неудобства в финансовом отношении, нанося ущерб нашему кредиту. Поэтому с 1870 года Рейтерн не допускал помещения облигаций отдельных компаний за границей, а покупал их от компаний, выпуская взамен консолидированные облигации по более выгодному курсу. До Рейтерна Россия знала частный кредит только в виде ростовщиков и дисконтеров. Ещё в 1864 году первый устраивавшийся в Петербурге частный коммерческий банк просил у казны миллионы беспроцентной ссуды, до такой степени дело это казалось рискованным и России несвойственным. Вследствие систематической поддержки, какую оказывал Рейтерн делу организации частного кредита, в короткое время создалась целая система частных коммерческих банков, возникли частные земельные банки, новую жизнь получили городские общественные банки (нормальный устав 1862 года), стали зарождаться ссудосберегательные товарищества (правила 1869 года).
Железнодорожные концессии и банковское грюндерство породили массу злоупотреблений и биржевую игру, повлекшую за собой ряд кризисов. Правила 30 марта 1874 года о железнодорожных концессиях имели целью устранить монополию немногих капиталистов и сделать публику участницей в деле сооружения железных дорог; нормальные правила 1872 года направлены были к устранению злоупотреблений при учреждении новых акционерных коммерческих и поземельных банков. Ни те, ни другие не достигли цели. При составлении в 1868 году нового таможенного тарифа, Рейтерн впервые прибег к гласности и к опросу фабрикантов. Крупное значение имело уничтожение нефтяного откупа на Кавказе (1872), служившего непреодолимым препятствием к развитию нашей нефтяной промышленности, а также отмена в 1863 году почти всех вывозных пошлин; казначейство потеряло от этого свыше 1 200 000 рублей, зато выиграла наша заграничная торговля. В 1874 году за приготовленные в России рельсы установлена была премия от 20 до 35 копеек с пуда, сроком на 12 лет, но правительственные заказы раздавались заводам (Путиловскому, Брянскому, Берда и другим), которые большей частью были расположены вне месторождений русских железных руд и русского минерального топлива, вследствие чего производство рельсов хотя и достигло значительного развития, но сталь при этом на 2/3 вырабатывалась из иностранного чугуна, на иностранном же горючем материале, и жертвы, понесенные государственным казначейством, не привели к усилению разработки отечественных подземных богатств.

### Налоги

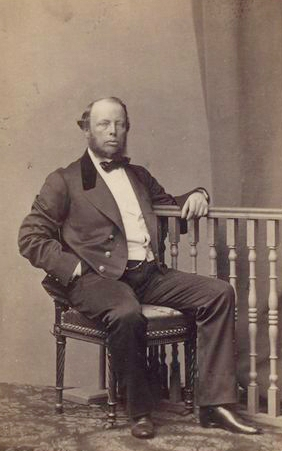
М. Х. Рейтерн, 1865 год

К числу наименее удачных мероприятий Рейтерна принадлежат операции по упрочению валюты. В первый же год управления своего Министерством финансов, Рейтерн пытался установить размен кредитных билетов на звонкую монету, проект которого он унаследовал от своего предшественника; но эта попытка привела лишь к значительным убыткам для казны. Позднее Рейтерн в тех же видах прибегал к поддержке вексельных курсов, но это только питало биржевую игру.
Поставив на очередь вопрос об отмене подушной подати, с распределением бремени её между всеми сословиями, и передав способ разрешения этого вопроса на обсуждение земских собраний (1871), Рейтерн тем не менее дважды увеличил подушную подать с сельских обывателей: в 1862 году на 25 %, в 1867 году на 50 копеек. Подушная подать с мещан заменена была в 1863 году налогом на недвижимое имущество в городских поселениях.
В том же году издано было новое положение о пошлинах за право торговли и промыслов, значительно обложившее мелкую торговлю; в 1868 году положение это распространено на Царство Польское, а в 1870 и 1873 годах вообще усилено обложение торговли и промыслов. При Рейтерне осуществилось уничтожение откупов и введена была акцизная система, что было предрешено ещё при его предшественнике. Первоначально установленный акциз в 4 копейки с градуса оказался низким, пьянство сильно увеличилось; поэтому уже в 1864 году акциз со спирта был увеличен до 5 копеек, безакцизный перекур уменьшен, а акциз с пива облегчен. В 1870 году акциз со спирта повышен на 1 копейку при новом ограничении перекура, а в 1873 году — ещё на 1 копейку в России и на 1 1/2 копейки в Царстве Польском; патентный сбор, увеличенный в 1871 году, через два года был удвоен. Налог на табак был значительно увеличен новым табачным уставом 1872 года. Сахарный акциз был преобразован в 1863 году и затем увеличен в 1867 году до 50 копеек с пуда, а в 1870 году доведен до 70 копеек. В 1872 году введен был акциз на керосин, но на началах столь нерациональных, что через 5 лет он был отменен. В 1862 году соляная регалия заменена акцизом, от чего доход казны увеличился, но соль повсеместно вздорожала. В 1864 году изменён гербовый сбор, а в 1874 году издан новый гербовый устав, обложивший многие документы, до того не оплачивавшиеся. По указу 10 декабря 1874 года государственный земский сбор слит с общими доходами государственного казначейства. Налог за производство в чины заменен в 1873 году вычетом при увеличении содержания чиновников.

### Финансы во время русско-турецкой войны

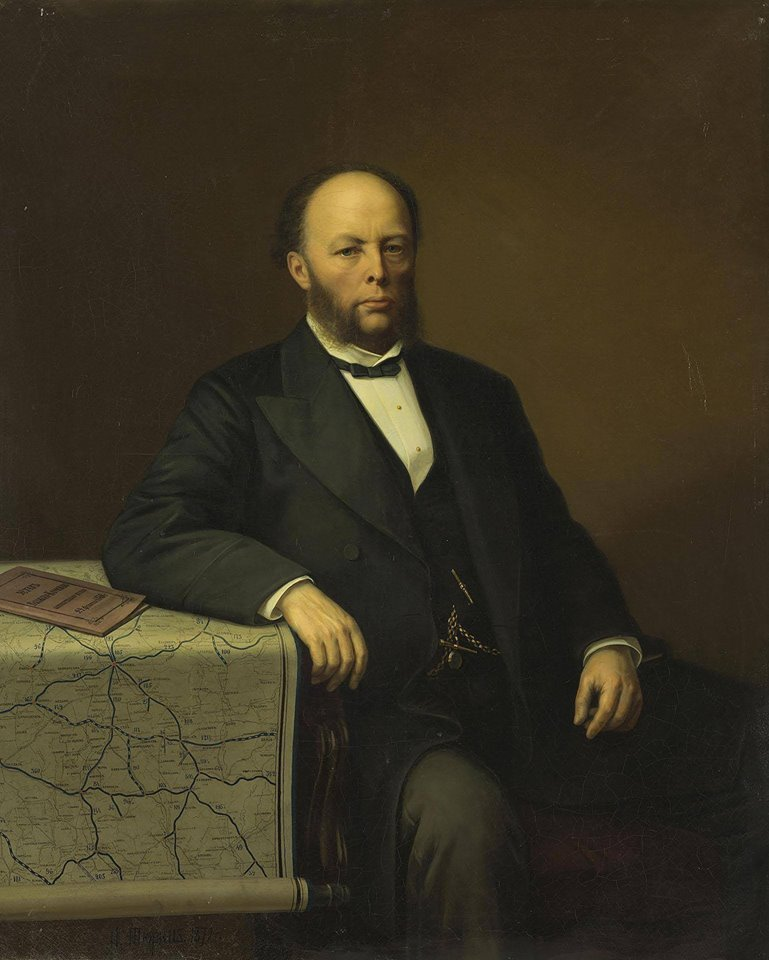
Портрет М. Х. Рейтерна работы Ивана Тюрина, 1879 г., Эрмитаж

Когда в 1876 году политические замешательства приняли угрожающий характер, Рейтерн представил государю подробную записку, в которой доказывал, что Россия от войны сразу и надолго потеряет все достигнутые ей, благодаря 20-летним реформам, результаты. Когда война с Турцией была решена, он просил об увольнении его от управления Министерством финансов и оставался на своем посту лишь по чувству гражданского долга.
На военные расходы с 1876 по 1878 год понадобилось свыше 888 миллионов рублей. Эта сумма могла быть покрыта лишь займами и выпуском кредитных билетов. Последних выпущено было на 300 миллионов рублей, хотя Рейтерн, представляя финансовому комитету отчёт о неизбежности выпуска кредитных билетов, сам подчеркнул вредные его последствия. Проекты введения новых налогов Рейтерн отклонил, ограничившись предписанием взимать таможенные пошлины золотом, что при тогдашнем курсе равносильно было повышению их на 25 — 30 %. Большая и неожиданная поддержка была оказана российским финансам благоприятно сложившимся в 1877 году торговым балансом. Благодаря огромному отпуску хлеба, вследствие неурожая в Западной Европе, явилась возможность скупить срочных векселей на 161 200 000 рублей; из этого источника приобреталась звонкая монета для действующих армий. Как только заключен был в Берлине окончательный мир, Рейтерн, в июле 1878 года, получил, согласно его просьбе, увольнение от должности министра финансов.
Критика финансовых мер в газетах и журналах никогда не вызывала со стороны Рейтерна обращения к карательной или предупредительной власти администрации. В. А. Кокорев в своей статье «Экономические провалы» весьма положительно оценил деятельность М. Х. Рейтерна: 

о котором сохранится благодарное воспоминание за устройство железных дорог, за развитие внутреннего кредита посредством образования коммерческих банков и за выкупную операцию при освобождении крестьян, совершенную при существовавших финансовых затруднениях без особых потрясений … Рейтерн всякому полезному делу, нуждающемуся в поддержке, помогал денежными ссудами, дабы не уронить движения народной промышленности.

В 1881 году Рейтерн был назначен председателем главного комитета об устройстве сельского состояния и Комитета министров. Первую должность он занимал до упразднения комитета (в мае 1882 года), вторую — до конца 1886 года. В 1890 году Рейтерн был возведен в графское достоинство.

### Личная жизнь
По воспоминаниям племянника М. Рейтерна, Вольдемара фон Рейтерн-Нолькена, все 16 лет своего руководства Министерством финансов Михаил Рейтерн придерживался строгого распорядка дня. В 8 утра он вставал и с 9 до 10 совершал прогулку по набережной Невы, в любую погоду. С 10 до 12 принимал посетителей, в круг которых входили чиновники и предприниматели из Петербурга и других регионов. Затем после короткого завтрака занимался делами министерства до 5 часов вечера, и следующий час тратил на самообразование: чтение книг и лекций на научные и иные темы. В 6 вечера министр фон Рейтерн садился с семьёй обедать, после чего отдыхал и с 8 вечера до полуночи возвращался к делам министерства. Летний отпуск Михаил Рейтерн проводил в семейном имении Кавершоф под Дерптом в Лифляндии, с 1871 — в Гросс-Эссерн в Курляндии.
Скончался бездетным 11 (23) августа 1890 года. Похоронен в семейном склепе в Курляндии, в местечке Эзере в Салдусском округе, на границе современных Латвии и Литвы. Графский титул передан был его племяннику барону В. Г. Нолькену.

## Награды и звания
- Орден Святого Владимира 3-й степени (1 января 1858)
- орден Святого Станислава 1-й степени (23 апреля 1861)
- Орден Святой Анны 1-й степени с императорской короной (17 апреля 1862)
- Орден Святого Владимира 2-й степени (17 апреля 1863)
- Орден Белого орла (4 апреля 1865)
- Орден Святого Александра Невского (31 марта 1868)
- Орден Святого Владимира 1-й степени (1 января 1872)
- Бриллиантовые знаки к ордену Святого Александра Невского (13 апреля 1875)
- Орден Святого апостола Андрея Первозванного (7 июля 1878)
- Бриллиантовые знаки к ордену Святого апостола Андрея Первозванного (15 мая 1883)
- Портрет императора Александра III с алмазами для ношения в петлице при Высочайшем рескрипте (30 декабря 1886)
- Знак отличия беспорочной службы за XV лет (22 августа 1856)

- почётный член Петербургской академии наук (29 декабря 1863)
- почётный член Русского технического общества (30 марта 1866)
- почётный член Русского географического общества (14 января 1870)
- титул графа (20 января 1890)
- Почётный гражданин Череповца (17.05.1874)[4] — за особенно оказанное внимание и содействие к процветанию города
- Почётный гражданин Казани (1880)[5] — за вклад в развитие местной промышленности и торговли.

Иностранные:
- Итальянский орден Святых Маврикия и Лазаря, большой крест (1863)
- Черногорский орден князя Даниила I 1-й степени (1869)
- Французский орден Почётного легиона, большой крест (1874)
- Австрийский орден Леопольда 1-й степени (1876)
- Норвежский орден Святого Олафа 1-й степени (1876)